# 1512 Oulu
1512 Oulu (1939 FE) là một tiểu hành tinh nằm phía ngoài của vành đai chính được phát hiện ngày 18 tháng 3 năm 1939 bởi H. Alikoski ở Turku.